# Briskeby (musikgrupp)
Briskeby (också känd som Cosmic Debris) är en popgrupp från Norge, bildad 1998. Medlemmarna Bård Helgeland, Bjørn Bergene och Claus Heiberg Larsen kommer från Larvik, medan Lise Karlsnes kommer från Tønsberg. 
Helgeland, Bergene och Larsen spelar även i gruppen The Disciplines, tillsammans med den amerikanska sångaren Ken Stringfellow.
Bandet tilldelades 4 utmärkelser under Spellemannprisen 2000, i kategorierna "Popgruppe" (för albumet Jeans for Onassis), "Årets artist" (för Jeans for Onassis), "Årets nykommer" (för Jeans for Onassis) och "Årets låt" (för låten "Propaganda").
Briskeby upplöstes 2006, men återuppstod 2015.

## Medlemmar
Nuvarande medlemmar
- Bård Helgland – basgitarr (1998–2006, 2015– )
- Bjørn Bergene – gitarr (1998–2006, 2015– )
- Claus Heiberg Larsen – trummor (1998–2006, 2015– )
- Lise Karlsnes – sång (2000–2006, 2015– )

Tidigare medlemmar
- Liv Einarsen – sång (1998–1999)
- Ravi (Ivar Christian Johansen) – keyboard (1999)

## Diskografi
Album
- 2001 – Jeans for Onassis
- 2003 – Tonight, Captain?
- 2005 – Jumping On Cars

Singlar
- 1999 – "A Song to Whisper
- 2000 – "Propaganda"
- 2000 – "Wide Awake"
- 2003 – "Hallelujah"
- 2003 – "Hey Baby"
- 2005 – "Miss You Like Crazy"
- 2015 – "Rookie Mistakes"

Promosinglar
- 2000 – "Plastic Karma"
- 2000 – "Hey Harvey"
- 2000 – "Cellophane Eyes"
- 2005 – "Bobby, Come Back"
- 2005 – "Joe Dallesandro"